# Ginásio Indoor da Capital
O Ginásio Indoor da Capital é uma arena indoor localizada em Pequim, na China. Construída em 1968, recentemente foi submetido a reforma e expansão, completada no fim de 2007, para os Jogos Olímpicos de Verão de 2008, no qual sediou as comepetições de voleibol. Tem capacidade para 18.000 pessoas e ocupa uma área total de 54.707 m².
Recebeu a competições de patinação de velocidade e patinação artística nos Jogos Olímpicos de Inverno de 2022.